# Potovalci
Potovalci je ena izmed črtic zbirke Misterij žene. Potovalce je napisala slovenska pisateljica Zofka Kveder, ki je ustvarjala v literarnem obdobju naturalizma. Najbolj znano delo Zofke Kveder je roman Njeno življenje. Črtica Potovalci je bila prvič objavljena v časopisu Ljubljanski zvon leta 1906.              

## Slog pisanja
V črtici ni premega govora in dialogov. V pisanju se je Zofka Kveder najbolj zanimala za ženska in socialna vprašanja. Črtica je napisana v bolj starinskem (arhaičnem) jeziku. Besedilo je zelo realno in ne prikriva "slabih stvari". To je tudi značilno za naturalizem, v katerem se nič ne prikriva, ampak se vse prikaže tako, kot je v resnici. Črtica Potovalci je precej pesimistična. Pisateljica je morala pri pisanju dobro poznati takratne razmere, čas izseljevanja. "Posledica" dobrega poznavanja je tudi črtica Potovalci.

## Strnjena obnova
Zgodba govori o ljudeh, ki so se v kakršnem koli vremenu selili v Ameriko, da bi dobili delo in imeli boljši način življenja. Pred odhodom so nekateri živeli v majhnih hišah na ozkih ulicah, imeli so slabo higieno, malo hrane in vode, samo obrazi so se videli izpod umazanih oken v hiši. Bili so zelo revni. Po ulicah so se podili lopovi, cigani, trgovci, vlačuge in še veliko ničvrednežev. Ko so odhajali v Ameriko, so bili sorodniki oz. znanci zelo nesrečni, objemali so se, se jokali. Priredili so si manjšo pogostijo, da so še zadnjič bili skupaj na ta nepozabni večer. Bilo jim je hudo, a drugega jim ni preostalo. V Ameriki so hoteli postati bogata družina, ki bodo imeli delo, dobro higieno in veliko užitne in zdrave hrane. Iz pristanišča Hamburg je odplula ladja in odšli so na pot proti Ameriki. Bilo je ogromno jokanja, mahanja, poslavljanja. Zgodba pa govori tudi o priseljevanju iz Amerike v Hamburg. Kako so se nove družine priseljevale in hotele uspeti tukaj, če jim v Ameriki ni. A veliko se jih je trudilo zaman, nekateri pa so uspeli. Samo volja in sreča jih je pripeljala do tega. Iskali so domove za bivanje, kupovali hrano, spoznavali sosesko in ljudi. Ljudje so jih lepo sprejeli in priseljenci so bili kot domačini. Veliko so si pisali v tujino in bili presrečni. Lahko bi rekli, da je živela srečna, srčna kri.

## Jezikovna analiza
Okrasni pridevki: bahate, umazana, krasne, strašne, neusmiljene ...
Zamenjan besedni red: Čemerno stoje bahate palače, umazani in raztrgani se mečkajo židje ...
Primera ali komparacija: tvoj jok je grenek kot pelin ...
Poosebitev ali personifikacija: stoje bahate palače ...
Starinske (arhaične) besede: žolt ...

## Slovarček besed omenjenih v črtici Potovalci
beznica: zakoten, zanemarjen gostinski lokal,
žolt: rumen
kandelaber: drog, stojalo, na katerem je ulična svetilka
vlačuga: prostitutka
novodošlec: kdor je nedavno, pred kratkim prišel,
jeka: odmev